# Sergio & Estíbaliz

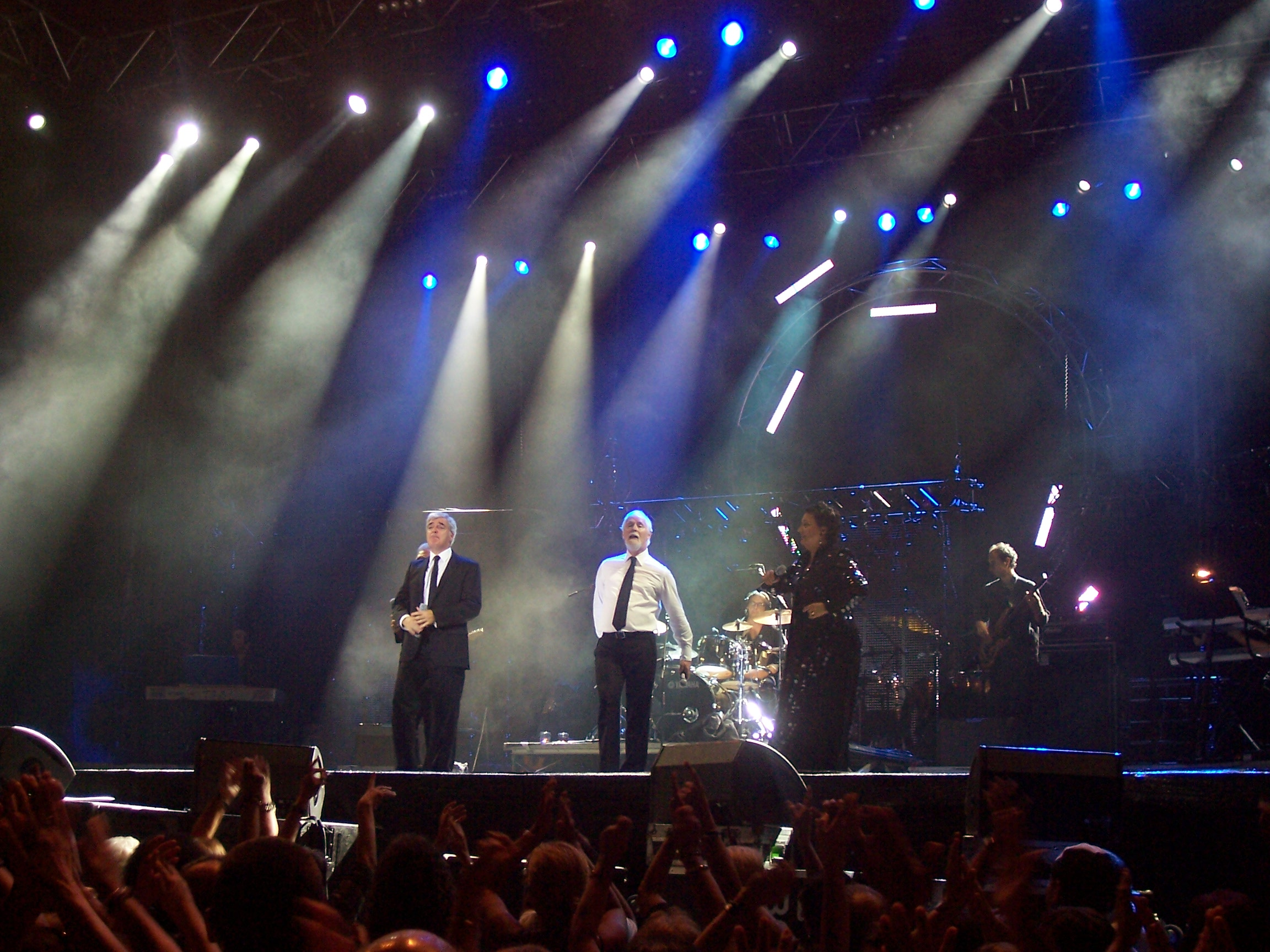
Tijdens een concert in 2009

Sergio y Estíbaliz is een Spaans zangduo.
Estíbaliz Uranga (1952) en Sergio Blanco (1948-2015), beiden afkomstig uit Bilbao, leerden elkaar kennen op een concert in 1968. Eerst zongen ze samen in de groep Voces y Guitarras, die later wereldfaam kreeg onder de naam Mocedades toen zij tweede werden op het Eurovisiesongfestival 1973 met Eres tú. In 1972 had het tweetal de groep echter al verlaten om een solocarrière te beginnen. In 1975 trouwde het duo. Datzelfde jaar vertegenwoordigden ze Spanje op het songfestival met het lied Tú volverás, dat tiende werd. Het werd wel een hit in Zuid-Amerika.
Blanco overleed in februari 2015 op 66-jarige leeftijd.

## Discografie
- Sergio y Estíbaliz (1973)
- Piel (1974)
- Quién compra una canción (1976)
- Queda más vida (1976)
- Canciones sudamericanas (1977)
- Beans (1979)
- Agua (1983)
- Cuidado con la noche (1985)
- Sí señor (1986)
- Déjame vivir con alegría (1988)
- De par en par (1989)
- Planeta Tierra (1992)